# Літературознавство
Літературозна́вство — комплекс наукових дисциплін про сутність та функціонування в суспільстві художньої літератури; система наукового знання про мистецтво слова.
Літературознавство — відносно молода наука, воно виділилось у відносно окрему галузь знання наприкінці XVIII — на початку XIX ст. і видозмінюється з процесом поглибленої диференціації та інтеграції науки. До 18 століття вона розвивалася як галузь філософії та естетики. Хоча зачатки літературознавчих уявлень існували вже в окремих стародавніх міфах. Перші стрункі літературознавчі концепції дали давньогрецькі мислителі Платон і Арістотель.
Сам же термін «літературознавство» у сучасному розумінні з'явився у 1812 році. У 19 столітті з'являються і перші літературознавчі школи, в тому числі українські.

## Предмет літературознавства
1. Специфіка та функції літератури як виду мистецтва.
2. Зміст та форма художнього твору.
3. Загальні тенденції у розвитку літературного процесу

### Основні і допоміжні літературознавчі дисципліни
Традиційно виділяють основні і допоміжні літературознавчі дисципліни. До перших зараховуються теорія, історія літератури та літературна критика.
Допоміжними вважаються бібліографія, текстологія та літературознавча історіографія.
Логіко-гносеологічний аналіз літературознавства ставить і розв'язує питання про його науковий статус і про характер його науковості, тобто про місце і співвідношення в літературознавчих працях об'єктивного і суб'єктивного моментів, констатації, опису цих елементів та їх оцінки. Наявна істотна відмінність у характері знань (інформації), які дають літературознавчі дисципліни, відображується у поширеному словосполученні, практикованому багатьма журналами для позначення одного з своїх розділів — «Літературознавство і критика». У такому разі до літературознавства відносять тільки історію літератури і теорію літератури. Літературна критика трактується як окремий вид творчої діяльності, в якій переважає оцінний (значною мірою суб'єктивний) момент.
Однак, і при такому досить умовному розмежуванні не заперечується органічний взаємозв'язок усіх літературознавчих дисциплін. Так, літературний критик для коректної і переконливої оцінки нового твору мусить знати історію літератури і володіти основними сучасними теоретико-літературознавчими знаннями. Історик літератури, в свою чергу, спирається на літературно-критичні оцінки і теоретичні праці, що з'явилися в часи, коли були написані аналізовані ним твори, виходячи з сучасних йому літературознавчих концепцій та естетичних потреб. Історія літератури постійно відштовхується від тих загальних положень і принципів, що їх розробляє теорія літератури. Простежуючи історико-літературний процес як закономірний поступальний рух від минулого до сучасності, історія літератури постійно використовує понятійний і термінологічний апарат теоретика. Погляд на історію літератури з позиції сучасних вимог надає подібним дослідженням широти й актуальності. Таким чином, для історії літератури є бажаною постійна взаємодія з наукою, що досліджує сучасний літературний процес, тобто з критикою.
Це ж стосується і теорії літератури, яка не тільки узагальнює здобутки історії літератури і літературної критики, а й конструює свої системи, враховуючи нові філософсько-естетичні ідеї.
Текстологія та літературознавча історіографія також потребують відповідної теоретико-методологічної бази, не можуть бути суто описовими, емпіричними науками. Найбільш безсторонньою видається, на перший погляд, бібліографія. Однак й нею успішно і продуктивно займається людина широких гуманітарних зацікавлень.